# Liste des sections électorales de la cité et comté de Cardiff

Les sections électorales de la cité et comté de Cardiff selon le découpage de 2021, appliqué à partir des élections de 2022.
Noms des sections numérotées en chiffres romains selon l’ordre alphabétique anglophone
: Adamsdown
II : Butetown
III : Caerau
IV : Canton / Treganna
: Cathays
: Cyncoed
VII : Ely / Trelái
: Fairwater / Y Tyllgoed
: Gabalfa
: Grangetown
: Heath / Y Mynydd Bychan
XII : Lisvane and Thornhill / Llys-faen a’r Ddraenen
: Llandaff / Llandaf
XIV : Llandaff North / Ystum Taf
: Llanishen / Llanisien
XVI : Llanrumney / Llanrhymni
: Pentwyn
: Pentyrch and Saint Fagans / Pentyrch a Sain Ffagan
XIX : Penylan / Pen-y-lan
: Plasnewydd
XXI : Pontprennau and Old Saint Mellons / Pontprennau a Phentref Llaneirwg
: Radyr / Radur
: Rhiwbina / Rhiwbeina
: Riverside / Glanyrafon
XXV : Rumney / Tredelerch
: Splott / Y Sblot
: Trowbridge
: Whitchurch and Tongwynlais / Yr Eglwys Newydd a Thongwynlais

La liste suivante dresse les sections électorales de la cité et comté de Cardiff, divisions du territoire utilisées pour les élections du conseil de Cardiff, autorité compétente dans le cadre de la cité et comté de Cardiff.
Les sections électorales sont généralement formées à partir des communautés. Trois découpages électoraux ont été appliqués depuis la création du conseil :
- le découpage initial, de 1994, pour le scrutin de 1995 (en) ;
- le découpage de 1998, pour les scrutins de 1996 (en), 2004 (en), 2008, 2012 et 2017 ;
- le découpage de 2021, pour celui de 2022.

## Histoire

### Sections électorales originelles (scrutin de 1995)
Le Local Government (Wales) Act 1994 prévoit qu’un découpage électoral du comté de Cardiff soit opéré par le secrétaire d’État pour le Pays de Galles avant les élections du conseil de 1995 (en), comme dans chaque nouvelle zone principale. Un décret, le County of Cardiff Electoral Arrangements Order 1994, morcelle alors le territoire en 28 divisions électorales pour le scrutin,.
Au sens de la loi de 1996, le territoire du comté de Cardiff se constitue d’abord du district de Cardiff. Celui-ci est administré par un conseil doté de 65 sièges à partir d’un découpage en 26 sections électorales opéré par le City of Cardiff (Electoral Arrangements) Order 1982 et appliqué à partir du renouvellement de 1983 (en). Quelques mois avant la suppression du district, ses frontières électorales sont altérées par le Cardiff and Vale of Glamorgan (Areas) Order 1994, qui entre en vigueur au 1er avril 1994,,,.
Aussi, la communauté de Pentyrch, dans district de Taff-Ely, est également intégrée au comté de Cardiff. Divisée en trois sections de communauté par le Taff-Ely (Communities) Order 1984 (Creigiau, Gwaelodygarth et Pentyrch), elle est morcelée entre plusieurs sections électorales pour les élections du conseil du district par le Borough of Taff-Ely (Electoral Arrangements) Order 1985, entré en application à partir du scrutin de 1987 (en),,,.
Le comté de Cardiff est officiellement érigé au 1er avril 1996 au sens du Local Government (Wales) Act 1994. Son conseil obtient le statut de cité le jour même par des lettres patentes datées du 29 mars 1996,.

### Découpage de 1998 (des élections de 1999 à celles de 2017)
Le deuxième morcellement électoral de la cité et comté de Cardiff est opéré par le City and County of Cardiff (Electoral Arrangements) Order 1998, un autre décret, daté du 15 décembre 1998 et qui entre en vigueur le jour du renouvellement quadriennal des conseillers (en), le 6 mai 1999. À son sens, le territoire du comté est divisé à partir des limites des communautés en 29 sections électorales,, circonscriptions pourvoyant un (pour 5 d’entre elles),  deux (pour 7 d’entre elles), trois (pour 12 d’entre elles) ou quatre (pour 5 d’entre elles) sièges aux élections du conseil.
Plusieurs décrets remaniant les limites communautaires altèrent par la suite le découpage de 1998 :
- d’abord, au 1er décembre 2003 et au 1er avril 2004[λ], le Cardiff (Llandaff North, Whitchurch, Llanishen, Lisvane, Ely and St. Fagans Communities) Order 2003[e] ;
- ensuite, au 1er décembre 2009[ν], le City and County of Cardiff (Old St. Mellons, Rumney and Trowbridge Communities) Order 2009[f] ;
- enfin, au 1er décembre 2016 et le jour de l’élection ordinaire des conseillers de 2017 (en)[ο], le City and County of Cardiff (Communities) Order 2016[g] ;

### Modification électorale de 2021 (renouvellement de 2022)
À la suite de la publication d’un rapport de la Commission de la démocratie locale et du tracé des limites pour le pays de Galles portant sur une revue des arrangements électoraux internes à la cité et comté de Cardiff, daté de novembre 2020, le gouvernement déclare adopter la majorité des propositions du document en octobre 2021 et souhaite les rendre opérationnelles pour les élections de mai 2022.
Un décret, le City and County of Cardiff (Electoral Arrangements) Order 2021, est pris le 18 octobre 2021 par Rebecca Evans (en), ministre des Finances et du Gouvernement local. Il entre en vigueur au moment du scrutin de 2022.

## Typologie

### Appellations
Selon le découpage de 2021, chacune des sections admet une dénomination officielle en anglais et une autre en gallois. Ainsi, certaines d’entre elles admettent deux noms différents, dans les deux langues (Fairwater / Y Tyllgoed, Rhiwbina / Rhiwbeina, etc.). D’autres, en revanche, peuvent revêtir une physionomie strictement anglophone (Cathays, Grangetown, etc.), voire strictement gallophone (Plasnewydd, Cyncoed, etc.).
Les découpages électoraux de 1994 et de 1998 ne dressent que des dénominations officielles en anglais, même si, certains noms de sections reprennent les formes de toponymes gallois.

### Nombre de sièges à pourvoir
Les sections électorales sont des circonscriptions permettant de désigner plusieurs conseillers de Cardiff. En fonction du poids démographique de chaque territoire, entre 2 et 4 sièges sont à pourvoir dans chacune d’entre elles depuis le scrutin de 2022. Selon les anciens découpages (1994 et 1998), une section électorale peut être une circonscription uninominale, représentée par un seul conseiller de Cardiff. Ce type de section a disparu lors du découpage de 2021, impliquant que, depuis le scrutin de 2022, toutes les sections sont des circonscriptions plurinominales,.
Ainsi, il existe, au sens du découpage de 2021 :
- 4 sections pourvoyant 4 sièges (circonscriptions quadrinominales) ;
- 15 sections pourvoyant 3 sièges (circonscriptions trinominales) ;
- et 9 sections pourvoyant 2 sièges (circonscriptions binominales).

| 5 10 15 20 25 30 1995 1999 2004 2008 2012 2017 2022 - Section admettant quatre sièges à pourvoir - Section admettant trois sièges à pourvoir - Section admettant deux sièges à pourvoir - Section admettant un siège à pourvoir |

## Découpages

### Découpage de 1994
| Nom                             | Communauté    | Sièges        |
| ------------------------------- | ------------- | ------------- |
| Plasnewydd                      |               | 4 conseillers |
| Whitchurch and Tongwynlais (en) |               | 4 conseillers |
| Canton (en)                     | 3 conseillers |               |
| Cathays (en)                    | 3 conseillers |               |
| Cyncoed                         | 3 conseillers |               |
| Ely (en)                        | 3 conseillers |               |
| Fairwater (en)                  | 3 conseillers |               |
| Grangetown (en)                 | 3 conseillers |               |
| Heath (en)                      | 3 conseillers |               |
| Llanishen (en)                  | 3 conseillers |               |
| Llanrumney                      | 3 conseillers |               |
| Pentwyn (en)                    | 3 conseillers |               |
| Rhiwbina (en)                   | 3 conseillers |               |
| Riverside (en)                  | 3 conseillers |               |
| Roath                           | 3 conseillers |               |
| Adamsdown (en)                  | 2 conseillers |               |
| Caerau                          | 2 conseillers |               |
| Llandaff                        | 2 conseillers |               |
| Llandaff North                  | 2 conseillers |               |
| Rumney                          | 2 conseillers |               |
| Splott (en)                     | 2 conseillers |               |
| Trowbridge                      | 2 conseillers |               |
| Butetown (en)                   | 1 conseiller  |               |
| Creigiau and Saint Fagans       | 1 conseiller  |               |
| Gabalfa                         | 1 conseiller  |               |
| Lisvane and Saint Mellons       | 1 conseiller  |               |
| Pentyrch                        | 1 conseiller  |               |
| Radyr and Saint Fagans          | 1 conseiller  |               |

### Découpage de 1998
| Nom                                    | Communauté        | Section de communauté | Sièges          | Décret modifiant les limites | Décret modifiant les limites | Décret modifiant les limites |
| Nom                                    | Communauté        | Section de communauté | Sièges          | 2003                         | 2009                         | 2016                         |
| -------------------------------------- | ----------------- | --------------------- | --------------- | ---------------------------- | ---------------------------- | ---------------------------- |
| Plasnewydd                             | Plasnewydd        |                       | 4 conseillers   | Non                          | Non                          | Non                          |
| Cathays (en)                           | Cathays           |                       | 4 conseillers   | Non                          | Non                          | Non                          |
| Cathays (en)                           | Castle            |                       | 4 conseillers   | Non                          | Non                          | Non                          |
| Llanishen (en)                         | Llanishen         | Oui                   | 4 conseillers   | Oui                          | Non                          |                              |
| Pentwyn (en)                           | Pentwyn           | Non                   | 4 conseillers   | Oui                          | Non                          |                              |
| Whitchurch and Tongwynlais (en)        | Tongwynlais       | Non                   | 4 conseillers   | Non                          | Non                          |                              |
| Whitchurch and Tongwynlais (en)        | Whitchurch        | Oui                   | 4 conseillers   | Non                          | Non                          |                              |
| Canton (en)                            | Canton            | 3 conseillers         | Non             | Non                          | Non                          |                              |
| Cyncoed                                | Cyncoed           | 3 conseillers         | Non             | Oui                          | Non                          |                              |
| Ely (en)                               | Ely               | 3 conseillers         | Oui             | Non                          | Non                          |                              |
| Fairwater (en)                         | Fairwater         | 3 conseillers         | Non             | Non                          | Non                          |                              |
| Grangetown (en)                        | Grangetown        | 3 conseillers         | Non             | Non                          | Non                          |                              |
| Heath (en)                             | Heath             | 3 conseillers         | Non             | Non                          | Non                          |                              |
| Llanrumney                             | Llanrumney        | 3 conseillers         | Non             | Oui                          | Non                          |                              |
| Penylan                                | Roath             | 3 conseillers         | Non             | Non                          | Non                          |                              |
| Rhiwbina (en)                          | Rhiwbina          | 3 conseillers         | Non             | Non                          | Non                          |                              |
| Riverside (en)                         | Riverside         | 3 conseillers         | Non             | Non                          | Non                          |                              |
| Splott (en)                            | Splott            | 3 conseillers         | Non             | Non                          | Non                          |                              |
| Trowbridge                             | Trowbridge        | 3 conseillers         | Non             | Oui                          | Oui                          |                              |
| Adamsdown (en)                         | Adamsdown         | 2 conseillers         | Non             | Non                          | Non                          |                              |
| Caerau                                 | Caerau            | 2 conseillers         | Non             | Non                          | Non                          |                              |
| Gabalfa                                | Gabalfa           | 2 conseillers         | Non             | Non                          | Non                          |                              |
| Llandaff                               | Llandaff          | 2 conseillers         | Non             | Non                          | Non                          |                              |
| Llandaff North                         | Llandaff North    | 2 conseillers         | Oui             | Non                          | Non                          |                              |
| Pontprennau and Old Saint Mellons (en) | Old Saint Mellons | 2 conseillers         | Non             | Oui                          | Non                          |                              |
| Pontprennau and Old Saint Mellons (en) | Pontprennau       | 2 conseillers         | Non             | Non                          | Non                          |                              |
| Rumney                                 | Rumney            | 2 conseillers         | Non             | Oui                          | Oui                          |                              |
| Butetown (en)                          | Butetown          | 1 conseiller          | Non             | Non                          | Non                          |                              |
| Creigiau and Saint Fagans              | Saint Fagans      | 1 conseiller          | Oui             | Non                          | Non                          |                              |
| Creigiau and Saint Fagans              | Pentyrch          | 1 conseiller          | Creigiau        | Non                          | Non                          | Non                          |
| Lisvane                                | Lisvane           | 1 conseiller          |                 | Non                          | Non                          | Oui                          |
| Pentyrch                               | Pentyrch          | 1 conseiller          | Gwaelod-y-Garth | Non                          | Non                          | Non                          |
| Pentyrch                               | Pentyrch          | 1 conseiller          | Pentyrch        | Non                          | Non                          | Non                          |
| Radyr                                  | Radyr             | 1 conseiller          |                 | Non                          | Non                          | Non                          |

### Découpage de 2021
| Nom                                    | Nom                                   | Communauté            | Sièges |
| Anglais                                | Gallois                               | Communauté            | Sièges |
| -------------------------------------- | ------------------------------------- | --------------------- | ------ |
| Cathays (en)                           | Cathays (en)                          | Cathays               | 4      |
| Cathays (en)                           | Cathays (en)                          | Castle                | 4      |
| Grangetown (en)                        | Grangetown (en)                       | Grangetown            | 4      |
| Plasnewydd                             | Plasnewydd                            | Roath                 | 4      |
| Whitchurch and Tongwynlais (en)        | Yr Eglwys Newydd a Thongwynlais (en)  | Tongwynlais           | 4      |
| Whitchurch and Tongwynlais (en)        | Yr Eglwys Newydd a Thongwynlais (en)  | Whitchurch            | 4      |
| Butetown (en)                          | Butetown (en)                         | Butetown              | 3      |
| Canton (en)                            | Treganna (en)                         | Canton                | 3      |
| Cyncoed                                | Cyncoed                               | Cyncoed               | 3      |
| Ely (en)                               | Trelái (en)                           | Ely                   | 3      |
| Fairwater (en)                         | Y Tyllgoed (en)                       | Fairwater             | 3      |
| Heath (en)                             | Y Mynydd Bychan (en)                  | Heath                 | 3      |
| Lisvane and Thornhill                  | Llys-faen a’r Ddraenen                | Lisvane               | 3      |
| Lisvane and Thornhill                  | Llys-faen a’r Ddraenen                | Thornhill             | 3      |
| Llanrumney                             | Llanrhymni                            | Llanrumney            | 3      |
| Pentwyn (en)                           | Pentwyn (en)                          | Llanedeyrn            | 3      |
| Pentwyn (en)                           | Pentwyn (en)                          | Pentwyn               | 3      |
| Pentyrch and Saint Fagans              | Pentyrch a Sain Ffagan                | Pentyrch              | 3      |
| Pentyrch and Saint Fagans              | Pentyrch a Sain Ffagan                | Saint Fagans          | 3      |
| Penylan                                | Pen-y-lan                             | Penylan               | 3      |
| Rhiwbina (en)                          | Rhiwbeina (en)                        | Rhiwbina              | 3      |
| Riverside (en)                         | Glanyrafon (en)                       | Pontcanna             | 3      |
| Riverside (en)                         | Glanyrafon (en)                       | Riverside             | 3      |
| Splott (en)                            | Y Sblot (en)                          | Splott                | 3      |
| Splott (en)                            | Y Sblot (en)                          | Tremorfa              | 3      |
| Trowbridge                             | Trowbridge                            | Trowbridge            | 3      |
| Adamsdown (en)                         | Adamsdown (en)                        | Adamsdown             | 2      |
| Caerau                                 | Caerau                                | Caerau                | 2      |
| Gabalfa                                | Gabalfa                               | Gabalfa               | 2      |
| Llandaff                               | Llandaf                               | Llandaff              | 2      |
| Llandaff North                         | Ystum Taf                             | Llandaff North        | 2      |
| Llanishen (en)                         | Llanisien (en)                        | Llanishen             | 2      |
| Pontprennau and Old Saint Mellons (en) | Pontprennau a Phentref Llaneirwg (en) | Old Saint Mellons     | 2      |
| Pontprennau and Old Saint Mellons (en) | Pontprennau a Phentref Llaneirwg (en) | Pontprennau           | 2      |
| Radyr (en)                             | Radur (en)                            | Radyr and Morganstown | 2      |
| Rumney                                 | Tredelerch                            | Rumney                | 2      |

### Sources
1. ↑  Local Government (Wales) Act 1994, p. 3 et 50.
2. 1 2  Ordnance Survey, Boundary Legislation Changes from 1973.
3. 1 2  Local Government (Wales) Act 1994, p. 54.
4. ↑  The City of Cardiff (Electoral Arrangements) Order 1982, p. 1.
5. ↑  The Cardiff and Vale of Glamorgan (Areas) Order 1994, London, The Stationery Office Limited, 1994 (lire en ligne).
6. ↑  The Taff-Ely (Communities) Order 1984, p. 2-3 et 9.
7. ↑  Local Government (Wales) Act 1994, p. 1-2 et 54.
8. ↑  « Crown Office », The London Gazette, no 54363,‎ 4 avril 1996, p. 4925 (lire en ligne [PDF]).
9. 1 2 3  The City and County of Cardiff (Electoral Arrangements) Order 1998.
10. ↑  The Cardiff (St. Mellons Community) Order 1996.
11. ↑  The Cardiff (Llandaff North, Whitchurch, Llanishen, Lisvane, Ely and St. Fagans Communities) Order 2003, p. 4.
12. 1 2  The Cardiff (Llandaff North, Whitchurch, Llanishen, Lisvane, Ely and St. Fagans Communities) Order 2003, p. 3-5.
13. ↑  The City and County of Cardiff (Old St. Mellons, Rumney and Trowbridge Communities) Order 2009, p. 3.
14. 1 2  The City and County of Cardiff (Old St. Mellons, Rumney and Trowbridge Communities) Order 2009, p. 2-4.
15. ↑  The City and County of Cardiff (Communities) Order 2016, p. 3.
16. ↑  The City and County of Cardiff (Communities) Order 2016, p. 2-3 et 6.
17. 1 2 3  The City and County of Cardiff (Communities) Order 2016, p. 3-4.
18. ↑  The City and County of Cardiff (Electoral Arrangements) Order 2021, p. 1-4.
19. 1 2 3  The City and County of Cardiff (Electoral Arrangements) Order 2021, p. 5-7.
20. ↑  The City and County of Cardiff (Electoral Arrangements) Order 2021, p. 6-7.